# Aleksandr Pansjin

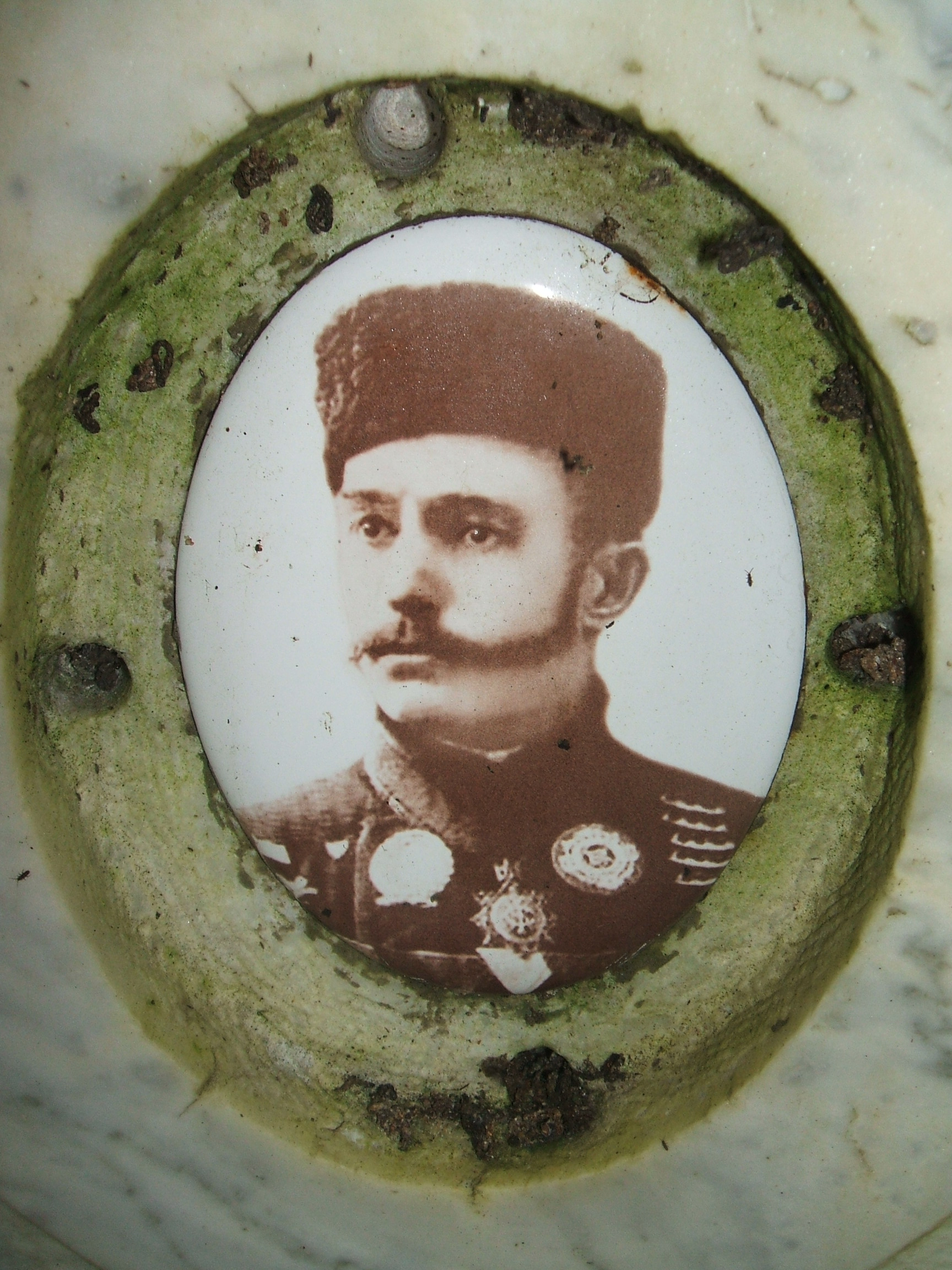
Aleksandr Pansjin

Aleksandr Nikitovitsj Pansjin (Russisch: Александр Никитович Паншин) (Sestrorezk, 15 september 1863 - aldaar, 4 oktober 1904) was een Russisch schaatser en kunstschaatser
Aleksandr Pansjin werd in 1889 de eerste Russische kampioen schaatsen en kon in hetzelfde jaar op het Museumplein in Amsterdam de eerste onofficiële wereldkampioen schaatsen worden. Op het WK allround van 1889 won de Rus de halve en hele mijl, maar eindigde op de 2 mijl achter de Amerikaan Joe Donoghue (de eerste onofficiële wereldkampioen, 1891). Slechts de winnaar van alle drie de afstanden mocht zich wereldkampioen allround noemen en daardoor werd er geen kampioen aangewezen.
In 1890 deed Pansjin ook mee aan het WK allround, maar moest na een derde plaats op de halve mijl wegens ziekte - waarschijnlijk de Russische griep - opgeven.
Pansjin was van 1897 tot en met 1900 Russisch kampioen kunstschaatsen.

## Records

#### Wereldrecords laaglandbaan (officieus)
| Nr. | Afstand    | Tijd   | Datum            | Baan      |
| --- | ---------- | ------ | ---------------- | --------- |
| 1.  | 1500 meter | 3.17,0 | 20 februari 1881 | Trondheim |

## Resultaten
| Jaar | WK Allround |
| ---- | ----------- |
| 1889 | (1)         |
| 1890 | NS2         |